# 키노시타 케이스케
키노시타 케이스케(일본어: 木下 惠介, 1912년 12월 5일 ~ 1998년 12월 30일)는 일본의 영화 감독, 영화 각본가이다.

## 작품 목록
- 육군 (1944)
- 불사조 (1947)
- 여자 (1948)
- 파계 (1948)
- 요츠야 괴담 (1949)
- 카르멘 고향에 돌아오다 (1951)
- 카르멘 사랑에 빠지다 (1952)
- 일본의 비극 (1953)
- 24개의 눈동자 (1954)
- 나라야마 부시코 (1958)
- 바람에 날리는 눈 (1959)
- 봄날이여, 안녕 (1959)
- 오늘 또 오늘 (1959)
- 춘몽 (1960)
- 후에후키강 (1960)
- 향화 (1963)
- 나가사키의 아이 (1983)
- 큰 기쁨, 작은 슬픔 (1986)
- 아버지 (1988)